# Ana Neville
Ana Neville je bila engleska kraljica, mlađa od dvije kćeri Richarda Nevillea, 16. grofa od Warwicka ("Kingmakera"). Postala je princeza od Walesa kao supruga Eduarda od Westminstera (jedinog sina i nasljednika kralja Henrika VI.), a zatim engleska kraljica kao supruga kralja Rikarda III.
Kao članica moćne dinastije Neville, odigrala je važnu ulogu u Ratovima ruža koji su se vodili između kuće York i Lancaster za englesku krunu. Njezin otac Warwick zaručio ju je kao djevojčicu za Eduarda, princa od Walesa, sina Henrika VI. Brak je trebao potpisati savez s dinastijom Lancaster i zaustaviti građanski rat između dvije kuće Lancaster i York.
Nakon smrti princa Eduarda udala se za Rikarda, vojvode od Gloucestera, mlađeg brata kralja Eduarda IV i Georgea, vojvode od Clarencea, supruga Anine starije sestre Izabele Neville. Ana je postala kraljica kad je Rikard III. zasjeo na prijestolje u lipnju 1483. godine, nakon izjave da su djeca Eduarda IV i Elizabete Woodville bila nezakonita. Rikard je nadživio Anu koja je umrla u ožujku 1485. godine. Njezino jedino dijete bilo je Eduard od Middlehama, koji ju je prethodio.